# مدیریت بازاریابی

مثالی از نمودار تحلیل SWOT

می‌توان از دو دیدگاه اجتماعی و مدیریت به تعریف بازاریابی نگاه کرد. از دیدگاه اجتماعی تعریف واژه بیانگر نقشی است که در جامعه ایفا می‌کند؛ برای مثال یک صاحبنظر در بازاریابی گفته است، نقش بازاریابی عبارت است از  ارائه استاندارد بالاتر از زندگی . از دیدگاه اجتماعی، این تعریف خواست ما را تأمین می‌کند.
مدیریت بازاریابی (به انگلیسی: Marketing Management) تلاش آگاهانه‌ای است برای به‌دست‌آوردن نتایج مثبت در مبادله با بازارهای هدف. مدیریت بازاریابی در هر بازاری کاربرد دارد و قابل اجراست. به‌طور مثال یک مدیر منابع انسانی با بازار نیروی کار یا یک مدیر خرید با بازار مواد اولیه سر و کار دارند اما به‌طور کلاسیک مدیریت بازاریابی به وظایف آن دسته از کارکنان سازمان گفته می‌شود که با فروش محصولات و خدمات نهایی سر و کار دارند؛ مانند مدیر فروش، مدیر تبلیغات و فروشندگان.

## تعریف
بر اساس تعریف فیلیپ کاتلر، مدیریت بازاریابی عبارت است از فرایند برنامه‌ریزی و اجرای پندار توزیع ایده، کالا و خدمات به قصد انجام مبادلاتی که به تأمین اهداف انفرادی و سازمانی منجر گردد. برخلاف استنباط سطحی رایج که مفهوم بازاریابی را ایجاد تقاضا برای محصول می‌داند بازاریابی به طیف وسیعی از فعالیت‌ها گفته می‌شود که از تحقیقات بازاریابی، برنامه‌ریزی، اجرا و کنترل تقاضا تشکیل شده است. مدیر بازاریابی در چارچوب برنامهٔ بازاریابی دربارهٔ بازارهای هدف، تولید کالای جدید، قیمت‌گذاری، کانال‌های توزیع کالا، ارتباطات، برندسازی و تبلیغات فعالیت‌های لازم برای رسیدن به اهداف سازمانی را ساماندهی و هدایت می‌کند.
همان‌طور که از تعریف برمی آید، بازاریابی امری ست که در جهت برنامه‌ریزی نحوه حضور در بازارهای هدف‌گیری شده برای محصولات/خدمات نقشی پررنگتر ایفا می‌کند. اما باید توجه داشته باشیم، امر برنامه‌ریزی کردن صرفاً نوشتن چند بند از وظایف و مشخص کردن زمان انجام آن‌ها نیست، بلکه وجود یک تیم اجرایی قوی در این زمینه بسیار مهم است. البته می‌توان به این نکته نیز اشاره کرد که وجود تیم‌هایی که میزان فاصله سازمان یا یک واحد خاص را با ارائه گزارش‌های دوره‌ای و مدیریتی مورد بررسی قرار می‌دهند نیز حائز اهمیت است. به روشنی از تعاریف بالا مشخص است، واحد بازاریابی کاری فراتر از فروش و جذب مشتری دارد؛ و این دو بخش کوچکی از کارهای عمده واحد بازاریابی محسوب می‌شود.

## برخی از واژه‌های مرتبط
- نیازها و خواسته‌ها: منشأ و رکن اساسی نظام بازاریابی، نیازها و خواسته‌های انسان است. هر محصولی زاییدهٔ نیازها و خواسته‌های بشر است.
- محصول: عبارتند از چیزی که قادر به ارضای یک خواسته باشد.
- نیاز: بیان‌کنندهٔ حالت محرومیت احساس شده در فرد است. نیاز شخص را به حرکت وامی‌دارد و به او جهت می‌دهد.
- ارزش: میزان برآورده شدن نیاز به وسیلهٔ محصول.
- خواسته: شکل برآورده ساختن نیاز است.
- تقاضا: توانایی رفع خواسته است.

## مبادله و بازار
بازاریابی از زمانی آغاز می‌شود که فرد می‌خواهد نیازها و خواسته‌هایش را از طریقی که آن را مبادله می‌گویند، ارضا کند و بازار عبارت است از محلی برای مبادلات بالقوه. در واقع بازاریابی به معنای کار کردن با بازار است.

## بازاریابی
بازاریابی دارای ۹ بخش است:
۱-بآزارگرایی بایگانی‌شده  در ۷ نوامبر ۲۰۱۹ توسط Wayback Machine ۲-بازارشناسی ۳-بازاریابی ۴-بازار سازی ۵-بازار گردی ۶-بازار سنجی ۷-بازار داری ۸-بازار گرمی ۹-بازار گردانی

## وظایف مدیریت بازاریابی
1. شناسایی و ارزیابی عوامل محیط بازاریابی
2. شناسایی و تجزیه و تحلیل فرصت‌های بازار
3. بخش‌بندی بازار یا Segmentation
4. انتخاب بازار هدف یا Segment Selection
5. جایگاه‌یابی در بازار یا Positioning
6. طراحی و توسعه آمیزه بازار یا آمیخته بازار (آمیخته بازاریابی) "Marketing Mix" که به آن 4P یا 8P گفته می‌شود
7. تهیه، اجرا و کنترل برنامه‌های بازاریابی
8. افزایش آگاهی برند و بالا بردن سطح شناخت برند و تقویت برند
9. هدف‌گذاری بازارهای هدف برای فروش بالاتر محصولات

## مدیریت محصول
یکی از موضوعات در مدیریت محصول، موضع‌یابی است. تمام محصولات در بازار دارای موضع و جایگاه خاصی هستند. موضع و جایگاه محصول عبارتند از نحوهٔ ادراک مصرف‌کنندگان ازآن محصول در مقایسه با ادراک آن‌ها از محصولات رقیب.

## مدیریت چرخه عمر محصول
به روشی که مدیران بازرگانی برای جانشینی محصولات با استفاده از چرخهٔ عمر محصولات به کار می‌بندند مدیریت چرخه عمر محصول می‌گویند.

## منحنی عمر محصول

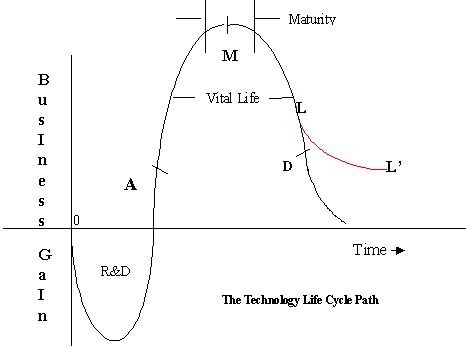
چرخه عمر محصول

محصولات دارای منحنی عمر خاصی هستند. در منحنی عمر محصول، مراحلی که محصول جدید در بازار طی می‌کند نشان داده می‌شود. مراحل منحنی رشد
1. مرحلهٔ معرفی
2. مرحلهٔ رشد
3. مرحلهٔ بلوغ
4. مرحلهٔ افول

## مرحلهٔ معرفی یا Market Introduction Stage
در این مرحله محصول برای نخستین بار به بازار عرضه می‌شود، فروش به کندی افزایش می‌یابد و سودی وجود ندارد. علت کندی افزایش فروش، ناآشنایی مصرف‌کنندگان با محصول و علت عدم سود، هزینه‌های زیاد بازاریابی و سرمایه‌گذاری است.

## مرحلهٔ رشد یا Growth Stage
در این مرحله قیمت تمام شدهٔ محصول به‌دلیل افزایش مقیاس تولید کاهش می‌یابد، حجم فروش به‌سرعت افزایش می‌یابد، در ابتدا سوددهی کم‌کم افزایش می‌یابد، آگاهی عمومی بالا می‌رود، رقابت با حضور بازیگران جدید افزایش می‌یابد. و نهایتاً به‌دلیل افزایش رقابت شاهد کاهش قیمت خواهیم بود.

## مرحلهٔ بلوغ یا Maturity Stage
در این مرحله هزینه‌های محصول تحت تأثیر افزایش حجم تولید و همچنین تحت اثر تجربه یا (به انگلیسی: The Experience Curve) کاهش می‌یابد، فروش به بالاترین حد خود رسیده و بازار به مرحلهٔ اشباع می‌رسد و شاهد ورود رقبای جدید به بازار هستیم و همچنین تحت تأثیر وجود محصولات رقابتی زیاد، قیمت تمایل به کاهش پیدا می‌کند. در این مرحله از طریق تمایز برند و تنوع تولید (به انگلیسی: Diversification) شاهد حفظ با افزایش سهم از بازار خواهیم بود و در نهایت سود شرکت کاهش می‌یابد.

## مرحلهٔ افول یا Saturation and Decline Stage
در این مرحلهٔ فروش، قیمت و سودآوری کاهش یافته و سودآوری در این مرحله از افزایش فروش با اهمیت‌تر می‌شود. این مرحله سرآغاز مرگ محصول می‌باشد.

## تفاوت مدیریت فروش و مدیریت بازاریابی
مدیریت فروش و مدیریت بازاریابی دو حوزه متمایز هستند که بسیاری از سازمان‌ها به اشتباه آنها را یکسان در نظر می‌گیرند و حتی گاهی یک نفر را همزمان مسئول هر دو نقش می‌کنند. این رویکرد نادرست در بلندمدت منجر به مشکلاتی مانند کاهش فروش و کیفیت خدمات می‌شود، چرا که مدیر بازاریابی عهده‌دار وظایفی مانند تحلیل بازار، بازارسازی و مدیریت تیم بازاریابی است، در حالی که مدیر فروش بر مدیریت تیم فروش، رفع نیاز مشتریان و آموزش پرسنل متمرکز است. بنابراین، ترکیب این دو نقش توسط یک فرد، چالش‌های قابل‌توجهی برای سازمان ایجاد می‌کند.